# Bokföringsprogram
Bokföringsprogram är datorprogram med syfte att förenkla bokföring för företag. Ofta är bokföringsprogrammen integrerade med andra funktioner till exempel reskontra (leverantörsreskontra och kundreskontra).
Den stora fördelen med att använda ett bokföringsprogram är att programmet sammanfattar registrerad data och skapar information i rapporter, såsom resultatrapport, balansrapport och momsrapport. Risken för felbokföring minskar också avsevärt eftersom det inte går att registrera en verifikation som inte balanserar i kredit och debet.
På senare år har så kallade e-bokföringsprogram blivit alltmer vanliga. E-bokföring är webbaserade program som användarna har tillgång till via internet, oftast från vilken dator som helst eftersom programmen är så kallade molntjänster. Uppdateringar och säkerhetskopiering sköts centralt och automatiskt. Vissa e-bokföringsprogram har automatisk koppling till kundens internetbank.

## Förutsättningar
Lagen ställer särskilda krav på bokföringsprogram via så kallad god bokföringssed. Vad som anses vara god bokföringssed regleras i Sverige av Bokföringsnämnden. Bokföringsnämnden godkänner eller rekommenderar dock inga bokföringsprogram. De viktigaste kraven på bokföring är att den är beständig – alltså inte går att ändra utan att det märks, att det går att bokföra löpande, att den behålls i minst 7 år och att årsbokslut upprättas.

## Program

### Uppbyggnad
Bokföringsprogram består av olika moduler, olika delar som behandlar särskilda områden av redovisning. De vanligaste är:
- Kundfordringar – där företaget registrerar fakturor som skickats till kunder.
- Leverantörsreskontra – där företaget registrerar sina fakturor och betalar pengar de är skyldiga.
- Huvudbok – bolagets transaktioner.
- Fakturering – där företaget skapar fakturor till klienter / kunder.
- Lager – där företaget håller koll på sina lagersaldon.
- Inköpsorder – där företagets inköp sköts.
- Kundorder – där företaget registrerar kundorder för leverans av saker de har i lager.
- Bokföring – där företaget registrerar intäkter och betalning.
- Lönehantering – där företaget skapar löner till sina anställda.
- Utläggshantering – där anställda lägger in sina utlägg och företaget betalar ut ersättning.